# Liman de Burnas

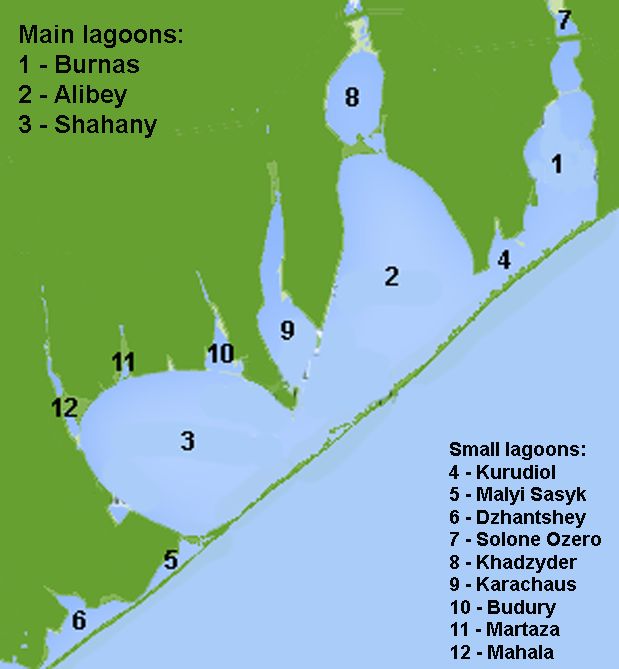
Carte des lagunes de Tuzly

Le liman de Burnas, aussi appelé lagunes de Burnas (ukrainien : Бурнас ; roumain : Limanul Burnas) est une lagune maritime (liman) sur la côte nord de la mer Noire, dans le raïon de Tatarbounary de l'oblast d'Odessa, en Ukraine.